# Le grandi avventure della Bibbia
Le grandi avventure della Bibbia è una serie direct-to-video prodotta da Hanna-Barbera. Sono stati pubblicati 13 episodi tra il 1985 (1986, in Italia) e il 1992.

## Trama
(Intro in tutti gli episodi)
La serie racconta di tre giovani avventurieri che tornano indietro nel tempo per vedere gli eventi biblici avvenuti.

## Episodi
| nº | Titolo inglese                   | Titolo italiano                 | Prima TV USA   |
| -- | -------------------------------- | ------------------------------- | -------------- |
| 1  | Moses                            | Mosè                            | 26 aprile 1985 |
| 2  | Noah's Ark                       | L'arca di Noè                   | 1985           |
| 3  | David and Goliath                | Davide e Golia                  | 1985           |
| 4  | Samson and Delilah               | Sansone e Dalila                | 1986           |
| 5  | Daniel and the lion's den        | Daniele nella fosse dei leoni   | 1986           |
| 6  | Joshua and the battle of Jericho | Giosuè e la battaglia di Gerico | 1986           |
| 7  | The Nativity                     | La Natività                     | 1987           |
| 8  | The Creation                     | Adamo ed Eva                    | 1988           |
| 9  | The Easter story                 | La storia della Pasqua          | 1989           |
| 10 | Joseph and his brothers          | Giuseppe e i suoi fratelli      | 1990           |
| 11 | The miracles of Jesus            |                                 | 1991           |
| 12 | Johan                            |                                 | 1992           |
| 13 | Queen Esther                     |                                 | 19 agosto 1992 |